# Kenchanahalli, Magadi
Kenchanahalli là một làng thuộc tehsil Magadi, huyện Ramanagara, bang Karnataka, Ấn Độ.